# Scytonotus inornatus
Scytonotus inornatus är en mångfotingart som beskrevs av Shelley 1994. Scytonotus inornatus ingår i släktet Scytonotus och familjen plattdubbelfotingar. Inga underarter finns listade i Catalogue of Life.